# Nabil Madi

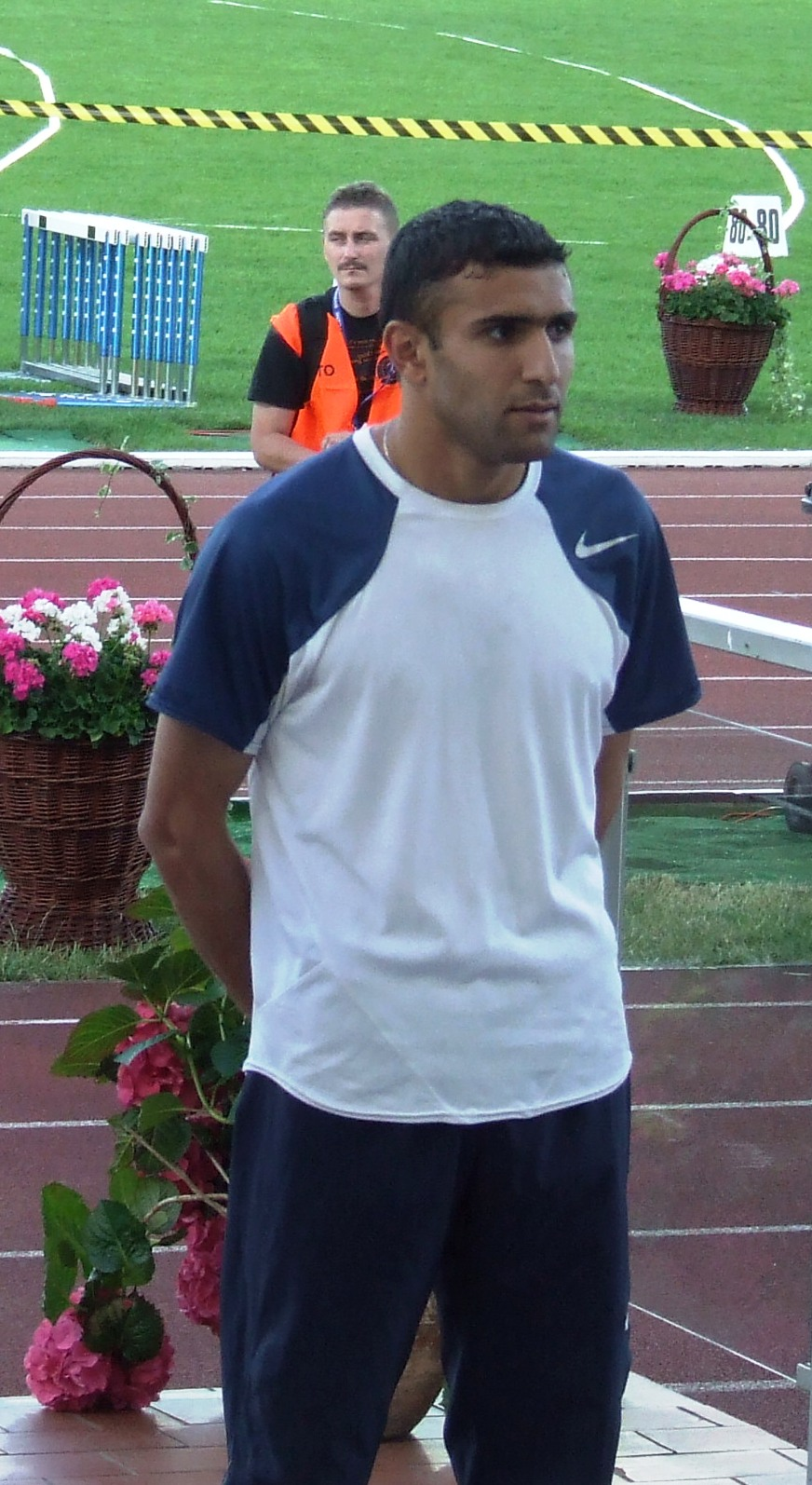
Nabil Madi, Bydgoszcz 2007

Nabil Madi, född den 9 juni 1981, är en algerisk friidrottare som tävlar i medeldistanslöpning främst 800 meter.
Madi deltog vid Olympiska sommarspelen 2004 där han blev utslagen i försöken. Vid Afrikanska mästerskapen 2006 blev han fyra på tiden 1.47,18. Han deltog även vid VM 2007 men blev där utslagen i semifinalen. 
Vid Olympiska sommarspelen 2008 slutade han på sjunde plats på tiden 1.45,96.

## Personliga rekord
- 800 meter - 1.44,54